# آن ماري ماكديرموت
آن ماري ماكديرموت (بالإنجليزية: Anne-Marie McDermott)‏ هي عازفة بيانو أمريكية، ولدت في 1963 في كوينز في الولايات المتحدة.

## وصلات خارجية
- آن ماري ماكديرموت على موقع ميوزك برينز (الإنجليزية)
- آن ماري ماكديرموت على موقع أول ميوزيك (الإنجليزية)
- آن ماري ماكديرموت على موقع ديسكوغز (الإنجليزية)

- الموقع الرسمي